# Stefan af Perm
Stefan af Perm (russisk: Стефан Пермский, Komi: Перымса Стефан; 1340-1396) var en 14. århundrede missionær i Komi, komi-oversætter og biskop. Stefan skabte et gammelpermisk sprog, abur.

## Liv og gerning

### barndom
Stefan blev født i 1340 i Velikij Ustjug, hvor dengang boede i en hel del komier. Der er grund til at tro, at Stephens egen moder havde komi-oprindelse, samt at Stefan selv lærte Komi sprog allerede i barndommen. Men nogle kilder hævder også, at Stefan først lærte sproget senere, da han rejste rundt i Komi. I en ganske ung alder drog Stefan til Rostov-klosteret for at studere, og der aflagde han munkeløfte. Mens han opholdt sig i klosteret, lærte han både græsk og gammelgræsk og kopiering af gamle manuskripter. Desuden lærte han gammelkomi, oversatte religiøse tekster til sproget og udviklede et alfabet på komi bestående af 24 bogstaver.

### Missionsarbejde
I 1379 besluttede Stefan at tage på en rejse til Komi for at udnytte de færdigheder, han havde opnået i klosteret. Han tog ophold i byen Jemdini (russisk: Ust-Võm), der ligger i midten Komi-distriktet og det anses derfor for at være en velovervejet beslutning af Stefan. En klog skridt var det også, fordi byen ligger på bredden af floden Vytjegda og det var derfor meget let at komme til både Ezva-områder, samt til områder langs floderne Jemva, Sõktõvi og Višera og også Udora rajon lå i rimelig nærhed af Jemdini.
I begyndelsen havde Stefan fremgang, og der var ingen større modstand mod hans missionsvirksomhed. Stefan ødelagde lokale hedenske bedehuse og hedenske tegn af træ og byggede kirker i stedet. Desuden uddannede han lokale komier til at udføre gudstjenester på Komi-sproget. Imidlertid blev han mødt af modstand som følge af denne virksomhed både fra lokale herskeres og fra de almindelige indbyggeres side, og kun et år senere, i 1380, angreb herskerne og almindelige folk Jemdini, men uden held.

### Modstand
Adskillige legender cirkulerer i Komi-området. Reelt, sandsynligvis i 1389, mødte Stefan en større modstand end tidligere, og havde konfrontationer med sådanne personer som Sotnik Perm Pama (en stor heksekunstner), andre navne også Ošlapei, Meleika, Paljaika, Kort-Aika, Koska, Pam, Poma. Tilsyneladende var Pam shaman, fordi han ifølge legender kunne påvirke naturens kræfter, forvandle sig til en fisk eller skabe og bruge heksekraft..
For mange år siden levede Poma (Foma). Endnu ligger også Pomavidz (Foma eng) og Pomakeros-bjerget (Foma bjerg) bag Udora landsby. Hvis han ikke havde boet der, ville det ikke have været kaldt således. Men i Vytjegda, viser det sig, levede den gang Kortaika (jernmand, kriger). Og Poma sejlede med båd til Võtšegda, ved ikke med hvilket formål, måske for at undersøge hans evner. Han sejler, men Kortaika koger et eller andet. Poma siger: “Urt, stop!” Men Kortaika svarer: “Båd, stop!” Og så stoppede både urt og båd.
Det siges, at den omtalte strid mellem Pam og Stefan så at sige var en tvekamp, der skulle ende med den enes sejr og den andens nederlag. Nogle kilder nævner, at Pam forsøgte at ødelægge Stefan og Jamdeni borg flere gange, men begge gange slog det fejl og banede vej for Kristus og den nye Gud. Mange komier, som var modstandere af den nye tro, flygtede hinsides Ural til bredderne af floderne Vaška og Pinega og slog sig permanent ned der. Efter at have overvundet modstanden rejste Stefan til Moskva for at få udnævnt en biskop for Komi, men blev selv udnævnt til biskop og blev siden kaldt for Stefan af Perm.
Imidlertid var det ikke kun Pam, der havde bemærket Stefans virksomhed. Også Republikken Novgorod har utilfreds hermed, idet det regnede Komi som sit område, og da der nu blev oprettet et nyt bispedømme, frygtede Novgorod at miste kontrollen over området. Derfor indledte Novgorod i 1358 et krigstogt for at ødelægge det nye bispedømme, men uden held da Stefan bad om hjælp fra sin fødeby Velikij Ustjugi, som gerne hjalp ham. Novgorod foretog et nyt angreb, ligeledes uden resultat, hvorefter Stefan selv rejste til Novgorod for at få en fredsaftale i stand.

### Død
Overleveringerne om Stefans død er uklare. Det vides, at Stefan endnu to gange efter besøget i Novgorod rejste til Moskva, og at han døde under den sidste rejse. Det er ligeledes formodet, at Stefan blev dræbt.
Efter Stefans død begyndte komisprogede gudstjenester at blive færre, og komi blev fortrinsvis brugt i klostrene. Komi sprog var imidlertid takket være Stefan også kendt i Moskvas kirker, hvor det blev brugt som hemmeligt skriftsprog. Også i klostrene blev brugen af komisprog med tiden mindre og mindre, og det endte med, at man i det 17. århundrede gik over fra komi skriftsprog til kirilisk skriftsprog. Gammelkomi skriftsprog er i dag kun bevaret på ikoner og kun omkring 200 ord.

## Abur
Takket være alfabetet kaldet abur anses Stefanit også for at være komi skriftsprogs fader og det med god grund. Alfabetet, som Stefan udviklede, støttede sig i vid udstrækning på komisprogets fonetik og beskrev dette godt. Bogstaverne i alfabetet lignede meget både iransk og oldslavisk, og det menes, at der var forbindelser til de oldarmenske og grusiske alfabeter. Lighederne gælder både den grafiske udformning og navne, og det forhold, at komierne har haft kontakt med iranere afspejles fx i komi-ordet небöг, der betyder bog og øjensynligt er optaget som låneord i det 6.–7. århundrede. Man har ment, at ordet er kommet sammen med nogle bøger, og at komierne kunne læse, men professor V.I. Lõtkin har fremsat teorien, et Stefan i udformningen af bogstaver også kan have ladet sig inspirere at gamle komi slægtsmærker og ikke er påvirket af iransk eller slavisk.